# Tuva
Cộng hòa Tyva (tiếng Nga: Респу́блика Тыва́, chuyển tự: Respublika Tyva, IPA: [rʲɪˈspublʲɪkə tɨˈva]; tiếng Tuva: Тыва Республика, Tyva Respublika), Tuva (tiếng Nga: Тува́) hay Đường Nỗ Ô Lương Hải (唐努烏梁海 - tên gọi vào thời nhà Thanh), là một nước cộng hòa thuộc chủ thể liên bang của Nga. Nước cộng hòa này về mặt địa lý nằm tại khu vực trung tâm của châu Á, thuộc miền nam Siberia. Tuva có biên giới với Cộng hòa Altai, Khakassia, Buryatia vùng Krasnoyarsk, tỉnh Irkutskthuộc Nga và Mông Cổ ở phía nam. Một phần lớn diện tích của Tuva là các dãy núi, rừng cây và thảo nguyên.
Phần lớn cư dân tại nước cộng hòa là người Tuva, tuy nhiên tiếng Nga được sử dụng rộng rãi tại đây. Thành phố thủ đô là Kyzyl. Cơ quan quản lý tại Tuva là Đại Khural, cơ quan này bầu lên một chủ tịch có nhiệm kì bốn năm. Chủ tịch hiện nay là Vladislav Khovalyg.

## Địa lý
Nước cộng hòa nằm tại cực nam của Siberia. Diện tích: 170,427 km2 (65,802 dặm vuông Anh). Thủ đô Kyzyl của cộng hòa nằm gần "trung tâm châu Á" về mặt địa lý. Phần phía đông của nước cộng hòa chủ yếu là rừng và có địa hình cao, và phía tây là một vùng đất thấp và khô.
- Biên giới:
  - Bên trong Liên bang Nga: Cộng hòa Khakassia (Tây bắc/bắc), Krasnoyarsk (bắc), Irkutsk (bắc/đông bắc), Cộng hòa Buryat (đông), Cộng hòa Altai (tây nam/tây)
  - Quốc tế: Mông Cổ (nam) (chiều dài biên giới: 1.305 km (811 mi) (giáp các tỉnh Uvs, Zavkhan, Khovsgol)Đài kỉ niệm trung tâm châu Á tại Kyzyl

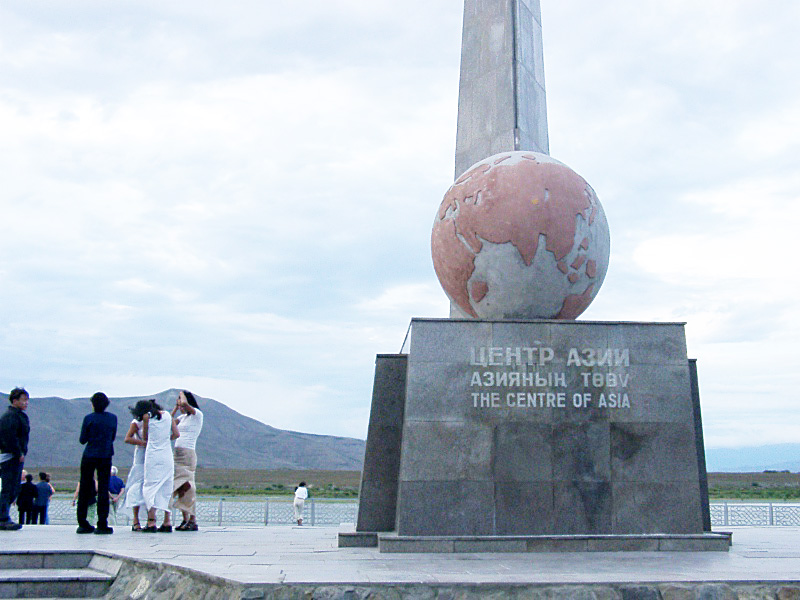
Đài kỉ niệm trung tâm châu Á tại Kyzyl

Điểm cao nhất của nước cộng hòa là núi Mongun-Tayga, 3.970 mét (13.020 ft). Khoảng cách Bắc-Nam xa nhất: 450 kilômét (280 mi) còn khoảng cách Đông-Tây xa nhất: 700 kilômét (430 mi). Lòng chảo Ubsunur là một Khu dự trữ sinh quyển thế giới, một khu vực bảo vệ môi trường và có sức hút đối với du khách.
Có trên 8.000 sông suối tại nước cộng hòa. Gần như toàn bộ lãnh thổ nước cộng hòa thuộc phần thượng lưu của Sông Enisei, con sông dài thứ năm trên thế giới. Hầu hết các con sông tại Tuva đều là chi lưu của sông Yenisei. Ngoài ra cũng có một số suối khoáng trên địa bàn. Các sông chính tại Tuva là: Bolshoy Enisei (cũng gọi là Ulug-Khem), Kantegir, Khemchik, Maly Enisei (cũng gọi là Ka-Khem hay Kaa-Khem), Thượng Enisei (cũng gọi là Biy-Khem hay Bii-Khem). Trên lãnh thổ Tuva có một số hồ nước, nhiều trong số đó bị đóng băng hay là hồ nước mặn. Các hồ chính bao gồm: Todzha, (100 km²)—hồ lớn nhất, Uvs Nuur Di sản thế giới chung với Mông Cổ, Kadysh và Many-Khol.

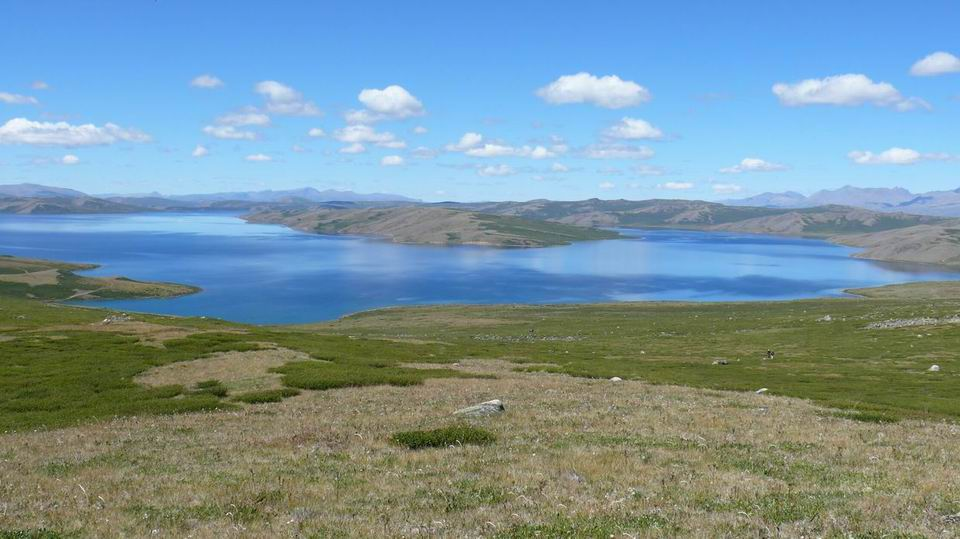
Hồ Hindiktig-hol, Tuva

Lãnh thổ Cộng hòa Tuva là một bồn địa núi có độ cao khoảng 600 m so với mực nước biển, được các dãy núi Sayan và Tannu-Ola bao quanh. Các dãy núi và đồi thấp chiếm đến 80% diện tích của nước cộng hòa. Núi Mongun-Tayga 'Núi Bạc' (3.970 m) là điểm cao nhất tại Siberi và cũng cùng tên với sông băng trên núi.
Các nguồn tài nguyên khoáng sản tự nhiên tại Tuva gồm có than đá, quặng sắt, vàng, và cobalt. Amiăng cũng từng là một loại khoáng sản quan trọng. 
Cộng hòa Tuva cũng có nhiều loài động vật hoang dã như chó sói, gấu, báo tuyết, sóc đất, cáo bay, đại bàng, và nhiều loại cá.
Tuva có khí hậu lục địa. Nhiệt độ trung bình vào tháng giêng dao động từ -45 °C cho đến -28 °C. Nhiệt độ trung bình vào tháng 7 là khoảng 18 °C (64 °F) và đôi khi có thể lên tới 30 °C. Có ít mưa vào mùa hè và rất ít tuyết vào mùa đông. Lượng mưa trung bình là khoảng 150 milimét (5,9 in) tại vùng đồng bằng và 1.000 milimét (39 in) tại vùng đồi núi. Hầu hết diện tích đất đai tại Tuva chịu ảnh hưởng của tầng đất đóng băng vĩnh cửu.

## Lịch sử

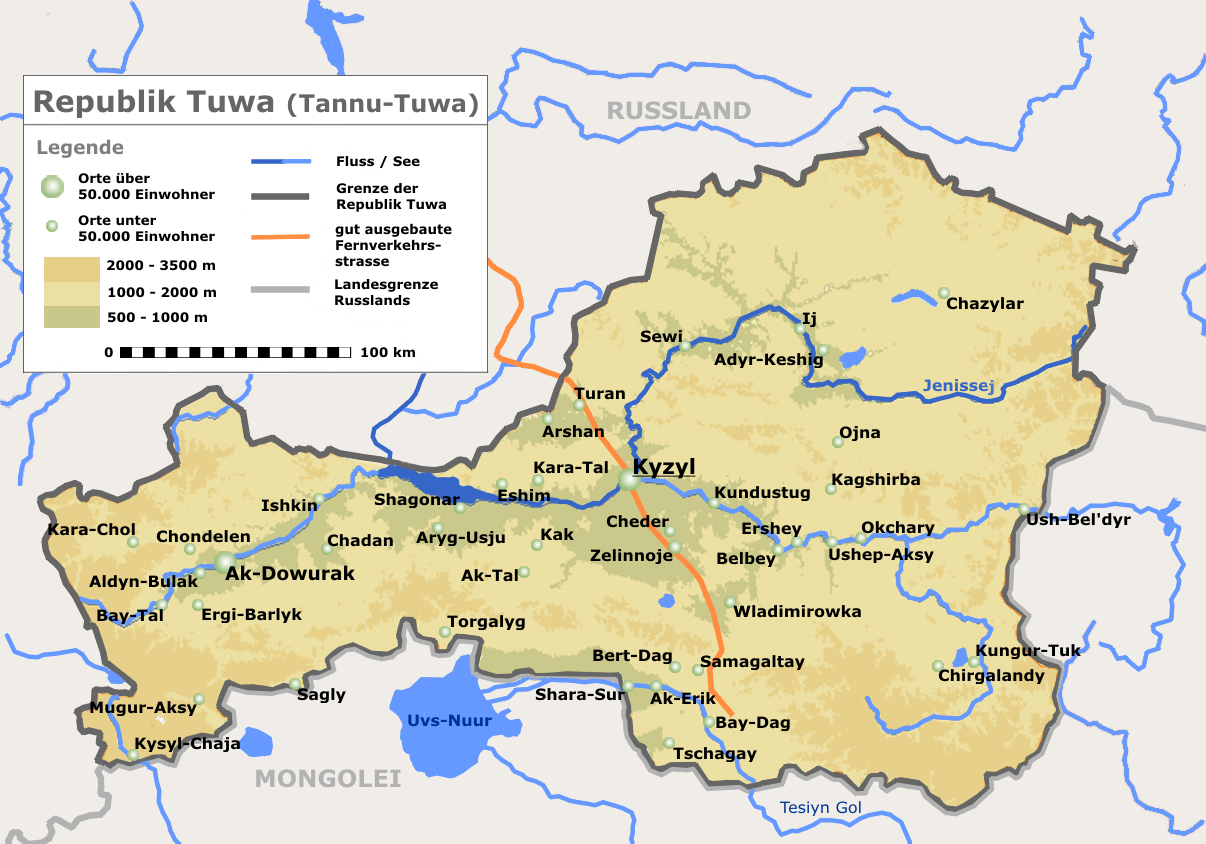
Bản đồ Cộng hòa Tuva, trước đây là Cộng hòa Nhân dân Tuva

Người Mông Cổ đã kiểm soát Tannu Uriankhai, bao gồm cả Tuva từ năm 1207 đến 1757, và sau đó vùng chịu sự quản lý của nhà Thanh tại Trung Quốc và được xếp là một phần của Ngoại Mông cho đến khi triều đại này sụp đổ vào năm 1911. Trong khi diễn ra Khởi nghĩa Vũ Xương năm 1911 tại Trung Quốc, Sa hoàng Nga đã cho hình thành một phong trào ly khai trong cộng đồng người Tuva. Tuva sau đó được độc lập trên danh nghĩa với tên gọi Cộng hòa Urjanchai trước khi nằm dưới quyền bảo hộ của nước Nga với tên gọi Kray Uryankhay dưới quyền cai trị của Sa hoàng Nicolai II vào ngày 17 tháng 4 năm 1914. Một thủ phủ của vùng Tuva được lập ra và được mang tên Belotsarsk (Белоца́рск; nghĩa là, "Đô thị của Sa hoàng Trắng"). Trong lúc đó, năm 1911, Mông Cổ trở thành một nước độc lập dưới sự bảo hộ của Nga.
Sau Cách mạng Nga năm 1917 kết thúc chế độ phong kiến chuyên quyền, hầu hết lãnh thổ Tuva bị Bạch vệ Nga chiếm đóng từ 5 tháng 7 năm 1918 đến 15 tháng 7 năm 1919 do Aleksandr Kolchak cầm đầu. Pyotr Ivanovich Turchaninov trở thành kẻ thống trị của khu vực này. Đến mùa thu năm 1918, phần phía tây nam của Tuva bị quân Trung Quốc chiếm đóng còn phần phía nam thì do quân Mông Cổ do Khatanbaatar Magsarjav lãnh đạo chiếm đóng. Từ ngày tháng 7 năm 1919 đến tháng 2 năm 1920, Hồng quân đã kiểm soát Tuva, nhưng quyền kiểm soát lại thuộc về Trung Quốc từ 19 tháng 2 năm 1920 đến tháng 6 năm 1921.
Đến ngày 14 tháng 8 năm 1921, những người Bolshevik được Nga giúp đỡ đã thành lập nước Cộng hòa Nhân dân Tuva, người dân địa phương gọi là Tannu-Tuva. Năm 1926, thủ đô (Belotsarsk; Khem-Beldyr từ năm 1918) được đổi tên thành Kyzyl, có nghĩa là "Đỏ"). Tuva trở thành một quốc gia độc lập trên lý thuyết giữa hai cuộc chiến tranh thế giới. Các lãnh đạo Cộng sản mới bắt đầu tập thể hóa đất đai, vốn vẫn đặc trưng với nền chăn nuôi du mục trước đó. Đồng thời phát động một chiến dịch nhằm dẹp bỏ Phật giáo và Shaman giáo trong nước.
Liên Xô đã sáp nhập hoàn toàn Tuva vào lãnh thổ của mình từ năm 1944, với sự tán thành của Tiểu Khural (quốc hội) Tuva. Salchak Toka, lãnh đạo cộng sản Tuva, nhậm chức Bí thư thứ nhất của Đảng Cộng sản Tuva, và trở thành lãnh đạo trên thực tế của Tuva cho đến khi ông qua đời vào năm 1973. Tuva ban đầu có vị thế Tỉnh tự trị Tuva và sau đó trở thành Cộng hòa Xã hội chủ nghĩa Xô viết Tự trị Tuva vào ngày 10 tháng 10 năm 1961. Liên Xô trong giai đoạn này đã đóng cửa Tuva với phần còn lại của thế giới.
Vào tháng 2 năm 1990, Phong trào Dân chủ Tuva được Kaadyr-ool Bicheldei thành lập, ông là một nhà ngữ văn tại Đại học Kyzyl. Mục đích của đảng là để cung ứng việc làm và nhà ở (cả hai đều ở mức thấp), và cũng để nâng cao vị thế của ngôn ngữ và văn hóa Tuva. Sau đó, cùng năm đã diễn ra một làn sóng tấn công chống lại một cộng đồng người Nga vốn có quy mô khá lớn tại Tuva, và kết quả là 88 đã thiệt mạng. Binh lính Nga cuối cùng đã phải được điều động đến. Nhiều người Nga đã rời khỏi nước cộng hòa trong thời kỳ này. Đến ngày nay, Tuva vẫn khá biệt lập và khá khó khăn để có thể tiếp cận.
Một hiệp ước đã được ký kết vào ngày 31 tháng 3 năm 1992, theo đó thành lập Liên bang Nga. Một Hiến pháp mới cho nước cộng hòa được đưa ra vào ngày 22 tháng 10 năm 1993. Hiến pháp quy định thành lập một nghị viện gồm 32 thành viên (Khural Tối cao) và một Khural Vĩ đại, chịu trách nhiệm về chính sách đối ngoại và có thể thay đổi Hiến pháp, và bảo đảm rằng luật pháp Tuva sẽ được ưu tiên. Hiến pháp cũng cho phép một cuộc trưng cầu dân ý có thể diễn ra nếu Tuva muốn độc lập. Hiến pháp này được thông qua với 53,9% (hay 62,2%, theo nguồn) người dân Tuva tán thành trong cuộc trưng cầu dân ý ngày 12 tháng 12 năm 1993.

## Chính trị

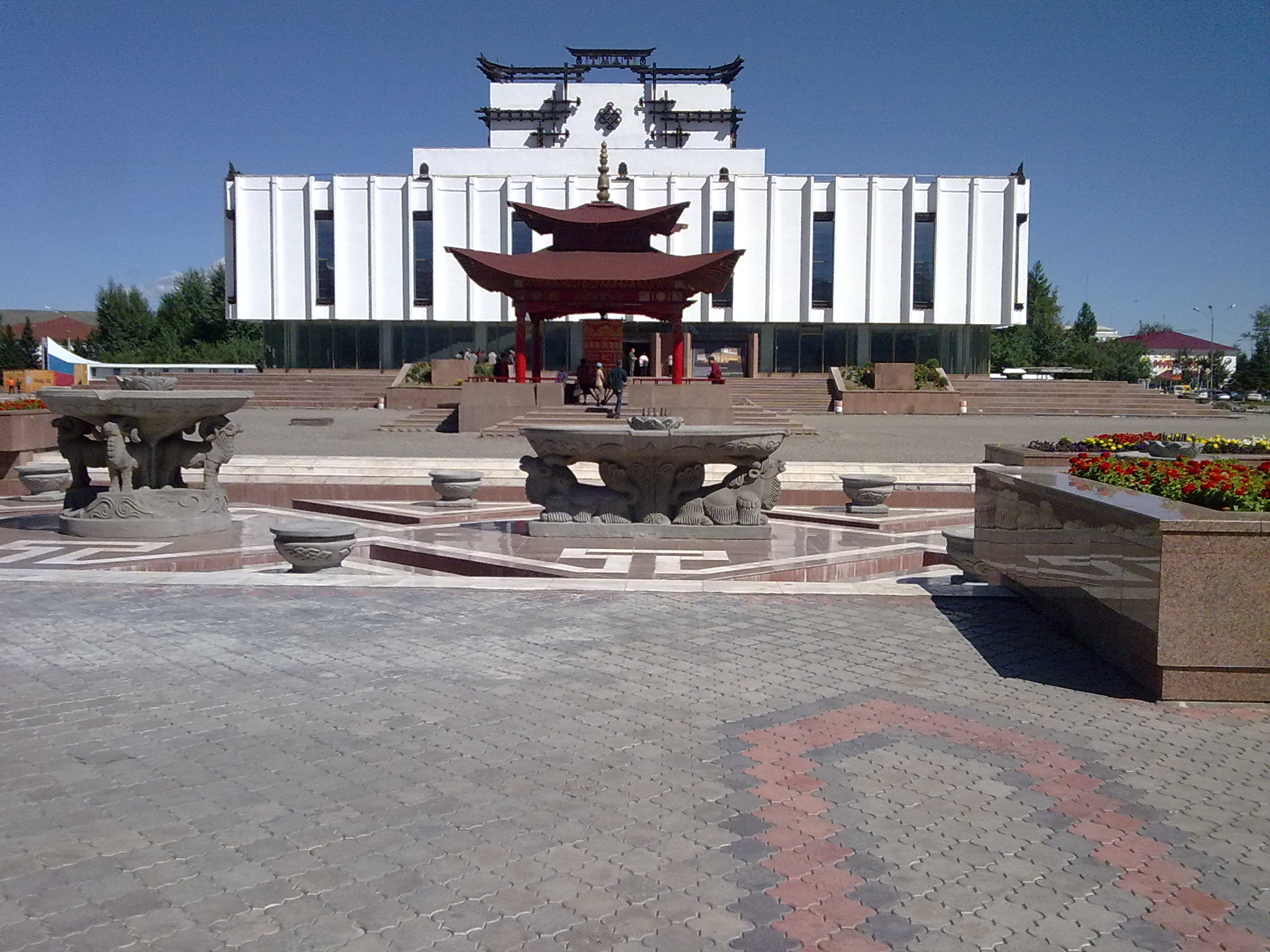
Nhà hát và công trình Phật giáo tại Kyzyl

Người đứng đầu chính quyền Tuva là Chủ tịch Chính phủ, được bầu lên trong mỗi nhiệm kỳ kéo dài 4 năm. Chủ tịch Chính phủ đầu tiên là Sherig-ool Oorzhak. Năm 2007, Chủ tịch chính phủ là Sholban Kara-ool. Cơ quan lập pháp của Tuva, Đại Khural, có 162 ghế và được bầu trong mỗi nhiệm kỳ bốn năm.
Trong Quốc kỳ hiện nay của Tuva, màu vàng là biểu tượng cho sự thịnh vượng, màu xanh dương biểu thị cho sự can đảm và sức mạnh, màu trắng cho sự tinh khiết và được lựa chọn từ ngày 17 tháng 12 năm 1992. Hiến pháp nước cộng hòa được thông qua vào ngày 23 tháng 10 năm 1993.

## Hành chính

Hành chính Tuva

- Kyzyl
- Ak-Dovurak
- Barun-Khemchiksky
- Bay-Tayginsky
- Chaa-Kholsky
- Chedi-Kholsky
- Dzun-Khemchiksky
- Erzinsky
- Kaa-Khemsky
- Kyzylsky
- Mongun-Tayginsky
- Ovyursky
- Piy-Khemsky
- Sut-Kholsky
- Tandinsky
- Tere-Kholsky
- Tes-Khemsky
- Todzhinsky
- Ulug-Khemsky

## Kinh tế
Tuva đang phát triển các ngành khai mỏ như than đá, cobalt, vàng và một số kim loại khác. Ngành chế biến thực phẩm, nghề mộc và cũng đã phát triển. Hầu hết các hoạt động sản xuất công nghiệp tập trung tại thủ đô Kyzyl và thành phố Ak-Dovurak. Dựa theo chỉ số HDI, cộng hòa Tuva là khu vực nghèo nhất tại nước Nga.

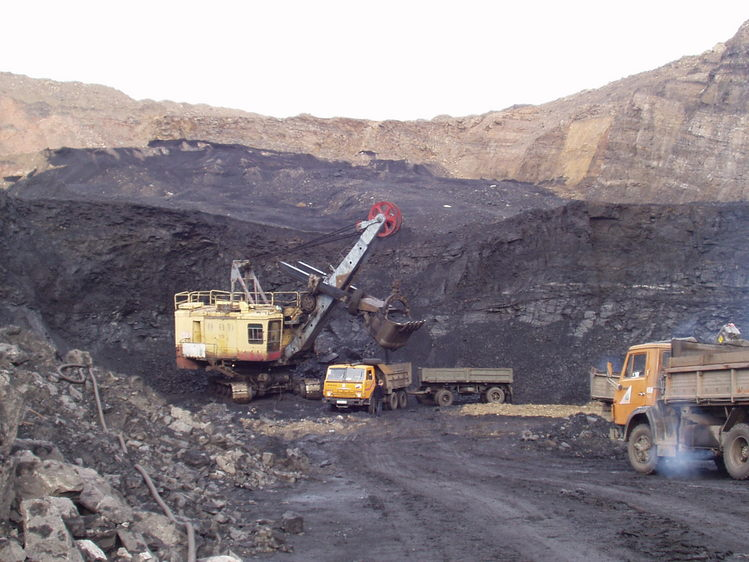
Mỏ than tại Tuva

## Giao thông
Tuva hiện tại không có đường sắt. Hiện có ba tuyến đường bộ chủ đạo để tới Tuva, một tuyến đường mòn băng qua các dãy núi nối từ Khakassia đến Ak Dovurak, và một tuyến đường trải nhựa nối giữa Khakassia (Abakan) và Kyzyl tuy nhiên cả hai đều bị ảnh hưởng bởi tuyết rơi và lở tuyết trong mùa đông. Tuyến đường thứ ba đi về phía nam tới Mông Cổ. Kyzyl có cả các xe bus công cộng và các xe bus nhỏ của tư nhân.
Phà chở khách Đại Enisei (Bii-Khem) giữa Kyzyl và Toora-Khem tại Todzha (Thượng Tuva) hoạt động khi mức nước không quá thấp hay nước chảy quá nhanh. Có một sân bay nhỏ tại Kyzyl và có các chuyến bay gián đoạn.

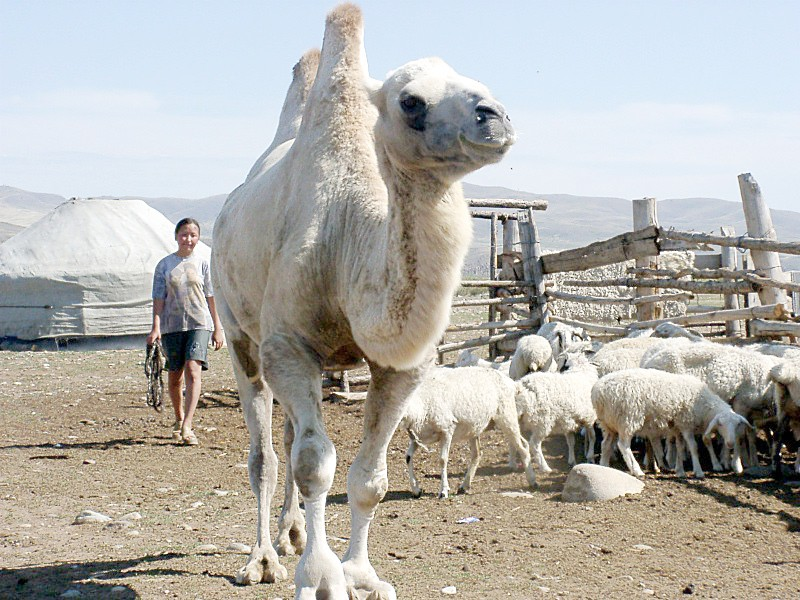
Nông thôn Tuva

## Văn hóa
Người Tuva nổi tiếng với kỹ thuật hát hầu âm xướng. Khuresh, hình thức đẫu vật truyền thống Tuva là môn thể thao phổ biển tại đây. Các cuộc thi đấu được tổ chức tại lễ hội Naadym hàng năm tại Tos-Bulak.
Sainkho Namtchylak là một trong số ít các ca sĩ đến từ Tuva được quốc tế biết đến. Bà có mối liên hệ mật thiết với văn hóa Tuva. Hàng năm bà đều mời các nhạc công phương Tây đến biểu diễn tại Kyzyl và để nghiên cứu về đất nước, văn hóa và ngôn ngữ. Trong những năm gần đây Kongar-ool Ondar cũng trở thành một người được quốc tế biết đến, phần nhiều bởi ông đã góp mặt trong bộ phim Genghis Blues cùng ca sĩ nhạc blues người Mỹ Paul Pena. Huun-Huur-Tu là một nhạc công Tuva nổi bật từ cuối thập niên 1990, trong khi Alash nổi lên vào đầu thập niên 2000.
Người Tuva là một dân tộc giàu truyền thống về văn học truyền miệng, bao gồm nhiều thể loại và phạm vi từ những câu đố và cách ngôn rất ngắn đến nhiễu khẩu lệnh, nhưng câu truyện hư ảo, anh hùng, rùng rợn và sử thi và có thể mất hàng giờ để kể mỗi câu truyện. Một ví dụ và đoạn trích của các câu truyện thuộc thể loại sử thi, như Boktu-Kirish, Bora-Sheelei đã được xuất bản. Nghệ thuật này hiện đang gặp nguy cơ biến mất do những người kể chuyện đã cao tuổi và không được lớp trẻ kế tục.

## Tôn giáo
Ba tôn giáo phổ biến tại Tuva là Phật giáo Tây Tạng, Chính Thống giáo Đông phương và Shaman giáo. Lãnh đạo của Phật giáo Tây Tạng hiện nay là Tenzin Gyatso, Đạt-lai Lạt-ma thứ 14. Vào tháng 9 năm 1992, Đa-lai Lạt-ma thứ 14 đã viếng thăm Tuva trong ba ngày. Ngày 20 tháng 9, ông ban phúc và tôn phong lá cờ mới màu vàng-xanh dương và trắng của Tuva, vốn được chính thức thông qua ba ngày trước đó.
Người Tuva cùng với người Uyghur tại Trung Quốc là hai dân tộc Turk duy nhất chủ yếu gắn bó với Phật giáo Tây Tạng, kết hợp với Shaman giáo bản địa.
Vào thế kỷ 16 và 17, Phật giáo Tây Tạng đã tăng thêm mức phổ biến tại Tuva. Số lượng đền chùa dược xây mới hay phục hồi đã tăng lên, và nhiều người đã trở thành các sư thầy và lạt-ma.
Hoạt động tôn giáo đã suy giảm do chính sách hạn chế tôn giáo trong thời kỳ Xô viết nhưng hiện nay đang được phát triển trở lại.

## Giáo dục
Các cơ sở giáo dục bậc cao quan trọng nhất tại nước cộng hòa là Đại học Quốc gia Tuva và Học viện Nhân văn Tuva, cả hai đều nằm tại thủ đô Kyzyl.

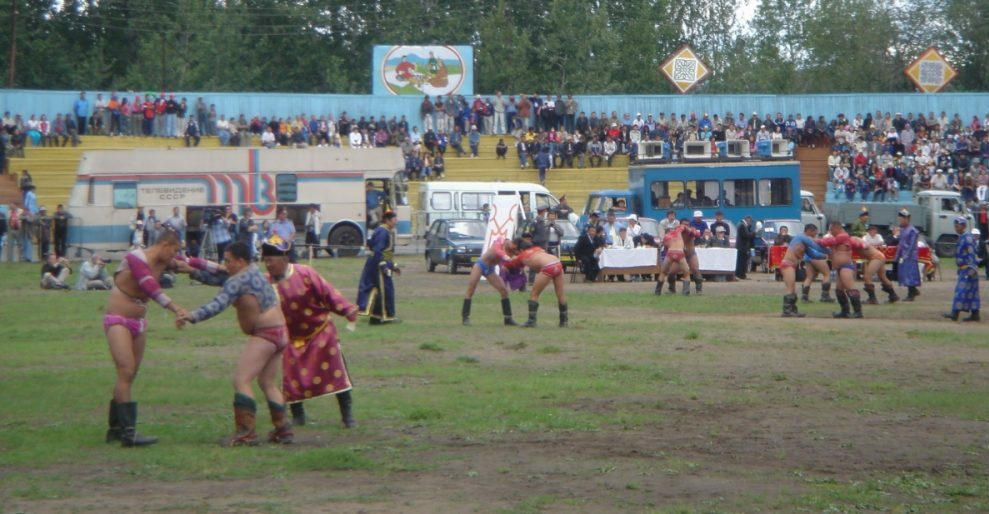
Đấu vật tại Stadium "Хүреш" (source named incorrect)

## Nhân khẩu
Theo điều tra năm 2002, dân số Tuva là 305.510 người. Người Tuva là một dân tộc Turk và với dân số là 235.313 người (77,02%), dân tộc này chiếm đa số tại nước cộng hòa. Người Tuva là một trong những dân tộc thiểu số đông dân nhất tại Siberi và cùng với người Yakut tại Cộng hòa Sakha là hai vùng tự trị duy nhất tại Siberi mà người Nga chỉ là thiểu số. Trong thời kỳ 1959-2002 người Tuva tại nước cộng hòa đã tăng gấp đôi về số lượng. Thêm vào đó, trong những năm gần đây nhiều người Nga đã chuyển đi và khiến cho số lượng của họ chỉ còn lại 61.442 người và chiếm 20,11% tổng dân số. Tỷ lệ dân cư đô thị tại Tuva năm 2002 là 51,5% và tỷ lệ dân cư nông thôn là 48,5%.
|      | Sinh  | Tử    | Tỷ lệ sinh | Tỷ lệ tử |
| ---- | ----- | ----- | ---------- | -------- |
| 1970 | 6.559 | 1.938 | 28,2       | 8,3      |
| 1975 | 6.950 | 2.306 | 27,5       | 9,1      |
| 1980 | 7.133 | 2.748 | 26,2       | 10,1     |
| 1985 | 8.110 | 2.624 | 28,3       | 9,1      |
| 1990 | 8.116 | 2.664 | 26,3       | 8,6      |
| 1991 | 7.271 | 2.873 | 23,9       | 9,5      |
| 1992 | 6.545 | 3.006 | 21,6       | 9,9      |
| 1993 | 6.130 | 3.480 | 20,3       | 11,5     |
| 1994 | 6.076 | 4.086 | 20,1       | 13,5     |
| 1995 | 6.172 | 4.010 | 20,3       | 13,2     |
| 1996 | 5.705 | 4.110 | 18,7       | 13,5     |
| 1997 | 4.908 | 3.954 | 16,1       | 12,9     |
| 1998 | 5.267 | 3.631 | 17,2       | 11,9     |
| 1999 | 4.894 | 4.142 | 16,0       | 13,5     |
| 2000 | 4.871 | 4.170 | 15,9       | 13,6     |
| 2001 | 4.992 | 4.165 | 16,3       | 13,6     |
| 2002 | 5.727 | 4.576 | 18,8       | 15,0     |
| 2003 | 6.276 | 4.633 | 20,5       | 15,1     |
| 2004 | 6.127 | 4.090 | 20,0       | 13,3     |
| 2005 | 5.979 | 4.326 | 19,4       | 14,0     |
| 2006 | 5.950 | 3.802 | 19,3       | 12,3     |
| 2007 | 7.568 | 3.687 | 24,4       | 11,9     |
| 2008 | 7.874 | 3.526 | 25,2       | 11,3     |

|        | 1959           | 1970            | 1979            | 1989            | 2002            |
| ------ | -------------- | --------------- | --------------- | --------------- | --------------- |
| Tuva   | 97.996 (57,0%) | 135.306 (58,6%) | 161.888 (60,5%) | 198.448 (64,3%) | 235.313 (77,0%) |
| Nga    | 68.924 (40,1%) | 88.385 (38,3%)  | 96.793 (36,2%)  | 98.831 (32,0%)  | 61,442 (20,1%)  |
| Khakas | 1.726 (1,0%)   | 2.120 (0,9%)    | 2.193 (0,8%)    | 2.258 (0,7%)    | 1.219 (0,4%)    |
| Khác   | 3.282 (1,9%)   | 5.053 (2,2%)    | 6.725 (2,5%)    | 9.020 (2,9%)    | 7.526 (2,5%)    |

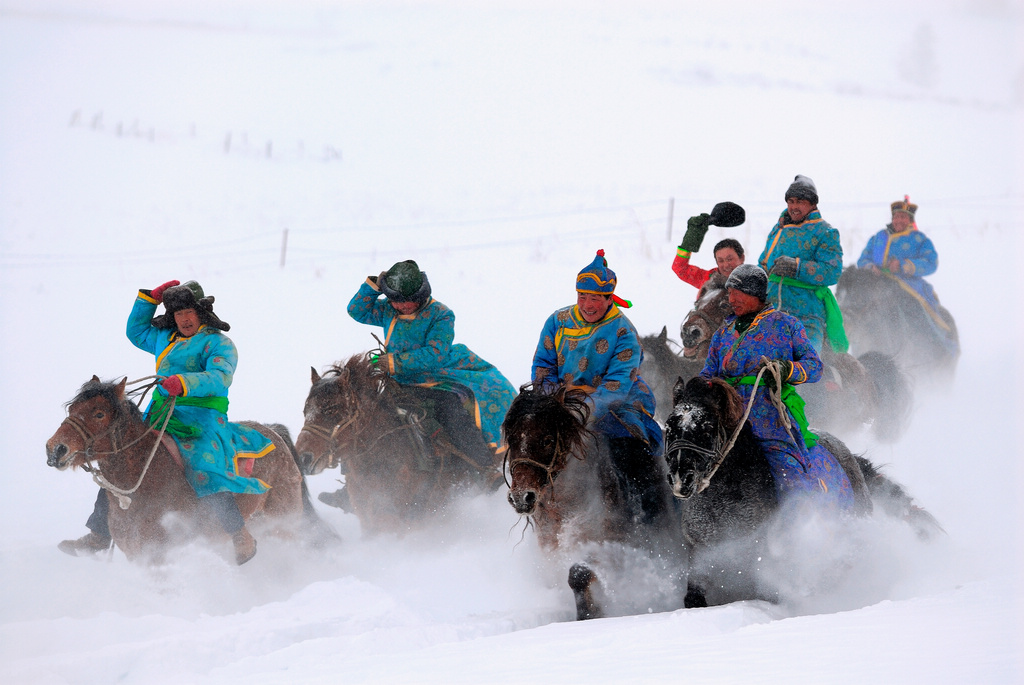
Người đàn ông Tuva cưỡi ngựa

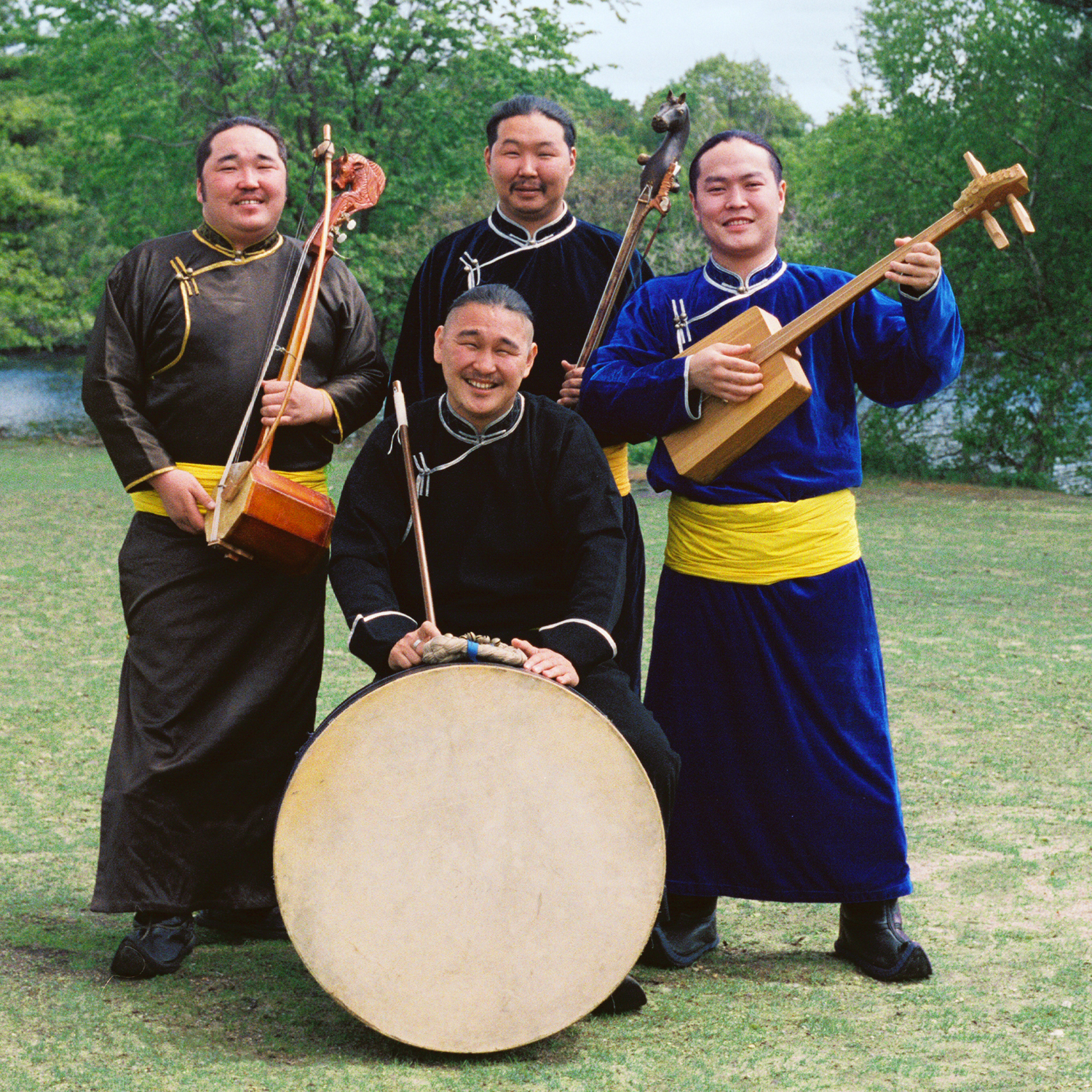
Người Tuva cùng nhạc cụ truyền thống

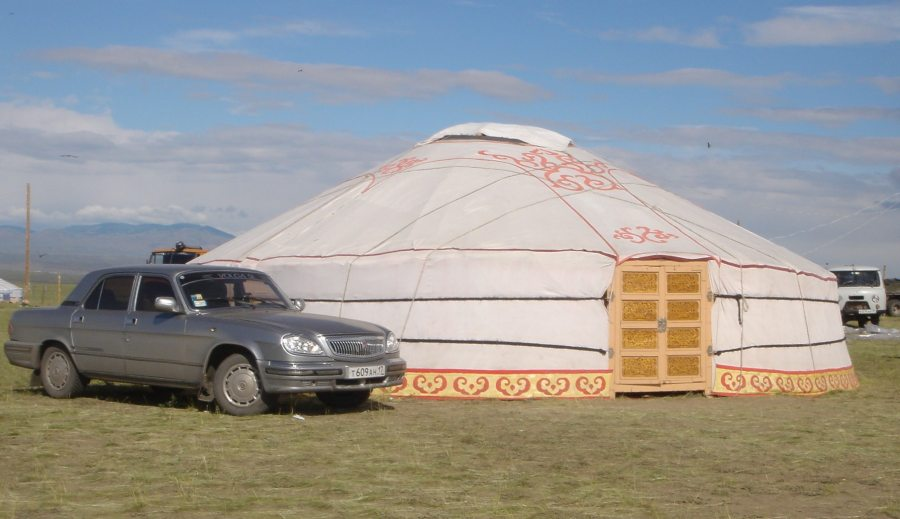
Yurt tại Tos Bulak

Ngôn ngữ chính thức là tiếng Tuva (một ngôn ngữ Turk) và tiếng Nga (một ngôn ngữ Slav). Bên ngoài Kyzyl, các điểm định cư có ít người Nga và nói chung người Tuva sử dụng ngôn ngữ mẹ đẻ của mình như ngôn ngữ thứ nhất. Tuy nhiên, cố một cộng đồng nhỏ theo phái Nghi thức Cổ tại nước cộng hòa rải rác tại một số vùng biệt lập. Trước thời kỳ Xô viết, có một số làng có nhiều người Nga theo phái Nghi thức Cổ sinh sống, nhưng sau đó họ dần dần phải rút vào những cánh rừng Taiga để tránh tiếp xúc với bên ngoài. Phần lớn các làng phái Nghi thức Cổ như là Erzhei, Uzhep, Unzhei, Zhivei và Bolee Malkiye (tất cả đều thuộc Kaa-Khemsky). Các điểm định cư Chính thống giáo cực đoan khác cũng hiện diện tại những vùng thượng du xa xôi.
Người Nga chiếm đa số tại duy nhất một trong mười khu vực đó là Kaa-Khemsky, một trong những vùng biệt lập nhất tại Tuva. Dân cư ở đây chủ yếu theo Phái Nghi thức Cổ. Người Tuva có quan hệ gần gũi về mặt sắc tộc và ngôn ngữ với người Khakas ở phía bắc và người Altai ở phía tây, nhưng gần gũi về mặt văn hóa với người Mông Cổ ở phía nam hơn và cũng có quan hệ với người Buryat ở phía đông, cả hai nhóm cuối đều tương đồng về mặt tôn giáo với người Tuva.

## Liên kết
Tư liệu liên quan tới Tyva tại Wikimedia Commons
- (tiếng Nga) Official website of Tuva Lưu trữ ngày 12 tháng 2 năm 2014 tại Wayback Machine
- (tiếng Anh) photos from Tuva by Stanislav Krupar http://www.krupar.com/index.php?file=www/en/gallery/gallery.html&cat=20
- WorldStatesmen- Russia
- Singing Stones -The Republic of Tuva
- (tiếng Nga) Website of Tuva Lưu trữ ngày 18 tháng 12 năm 2014 tại Wayback Machine
- (tiếng Anh) Friends of Tuva website
- (tiếng Anh) (tiếng Nhật) Friends of Tuva, Japan
- (tiếng Anh) Some Tuvan stamps issued in 1920s/1930sLưu trữ ngày 28 tháng 4 năm 2012 tại Wayback Machine
- (tiếng Anh) Genghis Blues, official movie site
- (tiếng Anh) Animated slideshow presentations of Tuva
- (tiếng Anh) (tiếng Nga) (tiếng Nhật) (Quốc tế ngữ) More completed collection of Tuva Stamps(1926-1943) Lưu trữ ngày 29 tháng 8 năm 2005 tại Wayback Machine
- (tiếng Anh) TyvaWiki:Main Page
- (tiếng Anh) The Tuva Trader; Tuva and Richard Feynman media, products and information Lưu trữ ngày 6 tháng 2 năm 2006 tại Wayback Machine
- (tiếng Anh) Buga-shadara Lưu trữ ngày 22 tháng 9 năm 2010 tại Wayback Machine A traditional Tuvan boardgame